# Willy Mairesse
Pour les articles homonymes, voir Mairesse.
Willy Mairesse, né le 1er octobre 1928 à Momignies et mort le 2 septembre 1969 à Ostende, est un pilote automobile belge. 
Il a participé à treize Grands Prix en Formule 1 avec à la clé un podium et un total de sept points marqués au championnat du monde des pilotes. Il se suicide dans sa chambre d'hôtel après avoir arrêté sa carrière automobile (il ne pouvait plus piloter depuis son accident aux 24 Heures du Mans 1968 en raison des séquelles du coma qui s'ensuivit).

## Voitures de sport

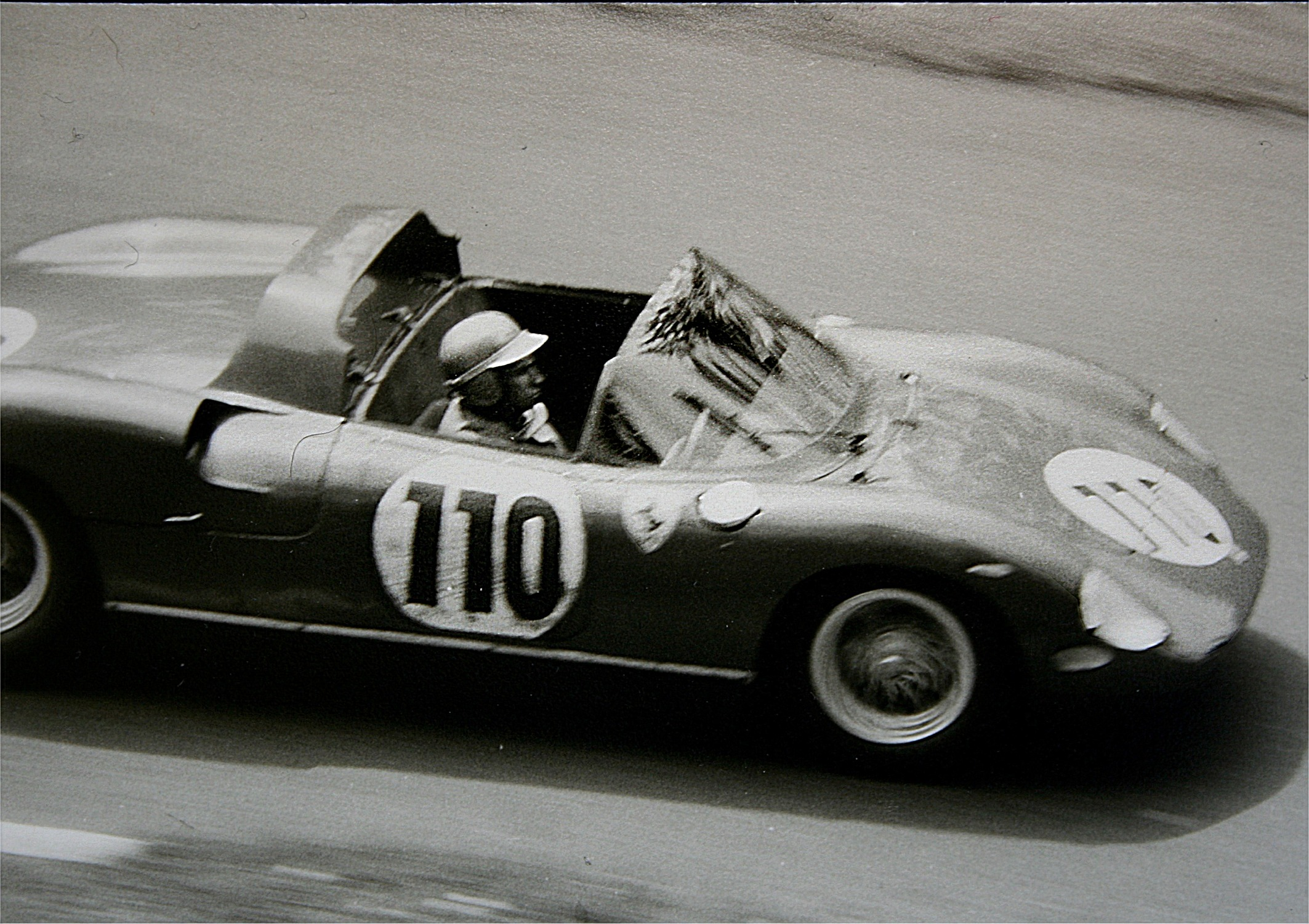
Willy Mairesse au Nürburgring en 1963

Mairesse commence sa carrière en rallye dans les années 1950. Il gagne le Liège-Rome-Liège en 1956 sur une Mercedes-Benz 300 SL ainsi que les 12 Heures de Huy sur Peugeot 203. Il passe aux voitures de sport l'année suivante, avec Ferrari. 
Deux ans après, il termine deuxième des 12 Heures de Reims avec une berlinette. En 1959, Mairesse finit troisième du Grand Prix automobile de Monza derrière Alfonso Thiele et Carlo Abate, tous deux également sur Ferrari. Il termine troisième des 1 000 km du Nürburgring en 1960 et remporte le Tour de France automobile. Grâce à cela, il obtient un volant en Formule 1. 
Au 24 Heures du Mans 1961, le duo Mairesse-Parkes sur Ferrari se classe deuxième, précédés par Phil Hill et Olivier Gendebien. Aux 24 Heures du Mans 1963, Mairesse et John Surtees mènent pendant 14 heures avant qu'un incendie les prive de la victoire au profit de Ludovico Scarfiotti et Lorenzo Bandini. 
L'année suivante, il gagne le Grand Prix d'Angola et, un an plus tard, remporte les 500 km de Spa-Francorchamps. Aux 24 Heures du Mans 1967, Mairesse partage son baquet avec Jean Blaton, comme en 1965. Ils finissent troisième d'une course gagnée par Dan Gurney et A.J. Foyt. Les 24 Heures du Mans 1968 sont l'épreuve fatale à sa carrière. Dès le premier tour, Mairesse se crashe lorsque la portière de sa Ford GT40 s'ouvre ; blessé gravement à la tête, il tombe dans le coma.
Toujours en catégorie « Sport », Mairesse remporte aussi le Grand Prix GT de Spa 1957 sur Mercedes-Benz 300 SL avec une récidive en 1961 sur Ferrari 250 GT, deux Tours Auto avec sa 250 GT (1960 et 1961, pour une deuxième place en 1959), le Trophée d'Auvergne 1961 avec sa 250 GT, la Targa Florio 1962 sur Ferrari 246SP avec une récidive en 1966 sur Porsche 906, les 1 000 km kilomètres du Nürburgring 1963 sur Ferrari 250P, la Coupe des Belges 1965 sur Ferrari 250 LM, et trois Tests au Mans, de 1961 à 1963. Les 12 Heures de Sebring lui rapportent une deuxième place, en 1961 et 1963 mais il ne parvient pas à conclure aux 24 Heures de Daytona 1967.

## Formule 1
Grâce à sa victoire au Tour de France Automobile en 1960, Mairesse accède à la Formule 1. À ses débuts, au sein de la Scuderia Ferrari, malgré deux abandons en trois départs pour problèmes de transmission, il réalise, dès son troisième Grand Prix, l'unique podium de sa carrière en se classant troisième du Grand Prix automobile d'Italie 1960, à un tour du vainqueur Phil Hill. Il abandonne ensuite sept fois en neuf courses et obtient les trois points d'une quatrième place. 
Hors-championnat, en 1962, il remporte le Grand Prix de Naples et le Grand Prix de Bruxelles avec une Ferrari 156. 
En 1963, Willy Mairesse est le coéquipier de John Surtees. En août, durant le Grand Prix d'Allemagne à Adenau, Guenther Schneider, un jeune allemand de 19 ans de la Croix-Rouge est tué sur le coup après avoir été heurté par une roue détachée de la voiture de Mairesse, elle-même renversée ; Mairesse s'en sort vivant mais grièvement brulé. Mairesse n'est pas reconduit dans l'équipe de Formule 1 où il est remplacé en fin de saison par Lorenzo Bandini.

## Accident et fin de carrière
Dans la précipitation du départ en épi lors des 24 Heures du Mans 1968, il ne ferme pas correctement la porte de sa voiture qui s'ouvre dans la ligne droite des Hunaudières ; en tentant de la refermer, il perd le contrôle de sa voiture et s'écrase dans des arbres. Ses blessures à la tête et ses fractures le font plonger dans le coma durant deux semaines,. Les séquelles ne lui permettent pas de reprendre la compétition.

## Résultats en championnat du monde de Formule 1
| Saison | Écurie                                                       | Châssis                       | Moteur                                         | Pneus  | GP disputés | Points | Classement |
| ------ | ------------------------------------------------------------ | ----------------------------- | ---------------------------------------------- | ------ | ----------- | ------ | ---------- |
| 1960   | Scuderia Ferrari                                             | Ferrari D246                  | Ferrari V6                                     | Dunlop | 3           | 4      | 15e        |
| 1961   | Équipe Nationale Belge Team Lotus Scuderia Ferrari SpA SEFAC | Lotus 18 Lotus 21 Ferrari 156 | Climax 4 en ligne Climax 4 en ligne Ferrari V6 | Dunlop | 3           | 0      | n.c.       |
| 1962   | Scuderia Ferrari SpA SEFAC                                   | Ferrari 156                   | Ferrari V6                                     | Dunlop | 3           | 3      | 14e        |
| 1963   | Scuderia Ferrari SpA SEFAC                                   | Ferrari 156                   | Ferrari V6                                     | Dunlop | 3           | 0      | n.c.       |
| 1965   | Scuderia Centro Sud                                          | BRM P57                       | BRM V8                                         | Dunlop | 0           | 0      | n.c.       |

## Résultat aux 24 Heures du Mans
| Année | Équipe                 | Voiture                 | Équipiers      | Résultat |
| ----- | ---------------------- | ----------------------- | -------------- | -------- |
| 1958  | Équipe Nationale Belge | Ferrari 250 Testa Rossa | Lucien Bianchi | Abandon  |
| 1960  | Scuderia Ferrari       | Ferrari TR1 60          | Richie Ginther | Abandon  |
| 1961  | Scuderia Ferrari       | Ferrari TR 61           | Mike Parkes    | 2e       |
| 1963  | SEFAC Ferrari SpA      | Ferrari 250P            | John Surtees   | Abandon  |
| 1965  | Écurie Francorchamps   | Ferrari 275 GTB         | Jean Beurlys   | 3e       |
| 1966  | Scuderia Filipinetti   | Ferrari 365 P2          | Herbert Müller | Abandon  |
| 1967  | Écurie Francorchamps   | Ferrari 330 P4          | Jean Beurlys   | 3e       |
| 1968  | Claude Dubois          | Ford GT40               | Jean Beurlys   | Abandon  |

## Distinctions
- Triple champion de Belgique des conducteurs, titre décerné par le Royal Automobile Club de Belgique (RACB), en 1962, 1963, et 1965.